# Martin Handford
Martin Handford (Hampstead, Londen, 1956) is een Engels kinderboekenschrijver en -illustrator die vanaf de jaren negentig bekendheid verwierf door zijn "Where's Wally?"-boeken (Nederlands: "Waar is Wally?").
Zijn Wally-serie kwam erop neer dat in deze zogenoemde zoekboeken in grote illustraties een in rood en wit geklede man gevonden moest worden: Wally. De boeken verschenen in meer dan 25 landen, waaronder Japan en de Verenigde Staten. Vanaf 1987 verschenen er zes klassieke "Waar is Wally?"-boeken, variërend in moeilijkheidsgraad. Daarnaast bracht Handford een aantal speciale Wallyboeken uit die vooral bedoeld waren als merchandise, zoals verzamelalbums en stickerboeken.
- Bibsys: 90341198
- Biblioteca Nacional de España: XX900506
- Bibliothèque nationale de France: cb12090572j (data)
- Catàleg d'autoritats de noms i títols de Catalunya: 981058512882806706
- CiNii: DA0589119X
- Gemeinsame Normdatei: 1018956077
- International Standard Name Identifier: 0000 0000 8093 5797
- Library of Congress Control Number: n86065895
- Bibliotheek van het Japanse parlement: 00467884
- Nationale Bibliotheek van Tsjechië: xx0052002
- Nationale Bibliotheek van Israël: 987007312735405171
- Nederlandse Thesaurus van Auteursnamen: 072626941
- Système universitaire de documentation: 029237653
- Union List of Artist Names: 500076104
- Virtual International Authority File: 14797159
- WorldCat: E39PBJjtfjp6VC6B4td7qq9Rrq